# Osei Kwame Panyin
Osei Kwame Panyin, död 1803, var Asantehene, monark, i Ashantiriket mellan 1777 och 1803.